# Tiếng Thổ (Trung Quốc)
Tiếng Thổ (tiếng Trung: 土族语; bính âm: Tǔzúyǔ) hay tiếng Monguor (cũng được viết là Mongour và Mongor) là một ngôn ngữ Mông Cổ thuộc nhánh Shirongol và là một phần của nhóm sprachbund Cam Túc–Thanh Hải (còn gọi là sprachbund Amdo). Có một số phương ngữ, hầu hết được người dân tộc Thổ sử dụng. Một hệ thống chữ viết đã được xây dựng cho tiếng Thổ Hỗ Trợ (Mongghul) vào cuối thế kỷ 20 nhưng ít được sử dụng.
Một số nhà ngôn ngữ học phân chia tiếng Thổ thành hai ngôn ngữ, cụ thể là tiếng Mongghul ở huyện tự trị dân tộc Thổ Hỗ Trợ và tiếng Mangghuer ở huyện tự trị dân tộc Hồi và Thổ Dân Hòa. Trong khi tiếng Mongghul chịu ảnh hưởng mạnh mẽ từ tiếng Tạng Amdo, tiếng Mangghuer lại do tiếng Hán tác động. Theo chiều ngược lại, các phương ngữ địa phương của tiếng Trung như tiếng Cam Câu lại bị ảnh hưởng bởi tiếng Thổ.
Ngôn ngữ này không có liên hệ nào với tiếng Thổ tại Việt Nam, thuộc ngữ hệ Nam Á.

## Số đếm
Các chữ số Mông Cổ như sau chỉ được sử dụng trong phương ngữ Mongghul, trong khi những người nói tiếng Mangghuer đã chuyển sang đếm bằng tiếng Trung. Lưu ý rằng trong khi chữ viết Mông Cổ chỉ có chữ arban cho "mười", tiếng Mông Cổ trung đại *harpa/n bao gồm *h có thể được tái tạo từ chữ viết này.
| Số | Tiếng Mông Cổ cổ điển | Thổ      |
| -- | --------------------- | -------- |
| 1  | nigen                 | nige     |
| 2  | qoyar                 | ghoori   |
| 3  | ghurban               | ghuran   |
| 4  | dörben                | deeran   |
| 5  | tabun                 | tawun    |
| 6  | jirghughan            | jirighun |
| 7  | dologhan              | duluun   |
| 8  | naiman                | niiman   |
| 9  | yisün                 | shdzin   |
| 10 | arban                 | haran    |